# Gheszlagh-e Zejnal Kandi
Gheszlagh-e Zejnal Kandi – wieś w Iranie, w ostanie Azerbejdżan Zachodni, w szahrestanie Mijandoab. W 2006 roku liczyła 114 mieszkańców.